# Нурманбетов, Акык
Акык Нурманбетов (каз. Ақық Нұрманбетов, 1887 год, аул Чубар, Туркестанский край, Российская империя — 1967 год, Казахская ССР, СССР) — колхозник, Герой Социалистического Труда (1948).

## Биография
Родился в 1887 году в ауле Чубар (сегодня — Ескельдинский район Алматинской области). C раннего детства занимался батрачеством. В 1930 году вступил в колхоз «Джаналык». В 1932 году был назначен звеньевым свекловодческого звена. Участвовал в Великой Отечественной войне с 1943 года по 1945 год. После демобилизации вернулся в колхоз «Джаналык», где работал звеньевым до 1964 года.
Скончался в 1966 году.

## Трудовой подвиг
В 1947 году свекловодческое звено, которым руководил Акык, собрало по 300 центнеров сахарной свеклы с площади в 2 гектара и по 518 гектаров с площади в 6 гектаров. За этот доблестный труд он был удостоена в 1971 году звания Героя Социалистического Труда.

## Награды
- Герой Социалистического Труда — Указом Президиума Верховного Совета от 28 марта 1948 года.
- Орден Ленина (1948);
- Медаль «За трудовую доблесть».